# تیم ملی فوتبال باهاما
تیم ملی فوتبال باهاما نمایندهٔ کشور باهاما در مسابقات بین‌المللی است که زیر نظر فدراسیون فوتبال باهاما فعالیت می‌کند.
اولین بازی رسمی این تیم در تاریخ ۳ مارس ۱۹۷۰ میلادی در برابر تیم ملی فوتبال آنتیل هلند برگزار شده‌است.
بهترین بازی این تیم برابر تورکس و کایکوس بوده است.